# Outernet
『outernet』（アウターネット）は、globeの6枚目のフルアルバム。2001年3月28日にavex globeから発売された。

## 解説
2曲目に収録されている「garden」をシングルとして同時発売。トランスへ移行した最初の作品となった。初回プレスのみCDトレイと裏面が特殊加工された透明ケースに、ピクチャーレーベルが仕様されている。
アルバムのテーマは「トランス・ロック・ヒップホップを基調としたミクスチャー・ロック」「globeを中心にした外への広がり、外部とのネットワーク」「インターネットでの仮想の旅から、現実の外への旅に出ていく勇気」「過去のプロダクトからの逸脱とポップス性の振り幅の両立」「前半40分はトランスで突っ走る」事をイメージした。
小室哲哉が匿名性を重んじたために、メンバー3人が前面に出てのプロモーション活動は行われなかった（一方、発売元のエイベックスは同じ発売日だった浜崎あゆみの「A BEST」には億単位のプロモーション費用をかけた）。それでもトランスの要素を加えたことで新規層を獲得し「『outernet』とはどんなバンドなのか?」という問い合わせが海外から来た際、小室はそれを嬉しく思ったという。
アルバム後半の作曲・編曲には小室と縁の深い木根尚登（TM NETWORK）や久保こーじに加え、1990年代のビーイングブームを牽引した葉山たけしも参加するなど、バラエティに富んだ人選を行っている。
前年に発売された「globe featuring」のソロシングルをglobeバージョンとして収録。

## 収録曲
| #         | タイトル                          | 作詞                 | 作曲               | 編曲       | 時間  |
| --------- | --------------------------------- | -------------------- | ------------------ | ---------- | ----- |
| 1.        | 「outernet」                      | KEIKO・MARC          | 小室哲哉           | 小室哲哉   | 7:48  |
| 2.        | 「garden」                        | MARC・KEIKO          | 小室哲哉           | 小室哲哉   | 8:50  |
| 3.        | 「angel's song」                  | globe                | 小室哲哉           | 小室哲哉   | 7:18  |
| 4.        | 「Throwin' down in the double 0」 | -                    | 小室哲哉           | 小室哲哉   | 6:07  |
| 5.        | 「like a prayer」                 | 小室哲哉・RAP詞:MARC | 小室哲哉           | 小室哲哉   | 6:00  |
| 6.        | 「とにかく無性に…」               | KEIKO・MARC          | 小室哲哉           | 小室哲哉   | 5:30  |
| 7.        | 「THE MAIN LORD」                 | MARC                 | 小室哲哉           | 久保こーじ | 5:07  |
| 8.        | 「DON'T LOOK BACK」               | 小室哲哉・RAP詞:MARC | 小室哲哉           | 小室哲哉   | 8:41  |
| 9.        | 「楽園の嘘」                      | KEIKO                | 小室哲哉           | 葉山たけし | 4:48  |
| 10.       | 「another sad song」              | MARC・KEIKO          | 小室哲哉・木根尚登 | 小室哲哉   | 5:11  |
| 11.       | 「soft parade」                   | MARC                 | 小室哲哉・木根尚登 | 葉山たけし | 4:02  |
| 12.       | 「on the way to YOU」             | KEIKO                | 小室哲哉           | 久保こーじ | 5:37  |
| 合計時間: | 合計時間:                         | 合計時間:            | 合計時間:          | 合計時間:  | 74:59 |

## 楽曲解説
1. outernet
2. garden
22ndシングル。表記は無いがアルバムバージョン。
3. angel's song
4. Throwin' down in the double 0
globe featuring TK名義のシングルでインストゥルメンタル。
表記は無いがアルバムバージョン。
5. like a prayer
21stシングルの2曲目。資生堂「AQUAIR水分ヘアパックシャンプー」CMソング。
表記は無いがアルバムバージョン。
6. とにかく無性に…
20thシングル。資生堂「AQUAIR水分ヘアパックシャンプー」CMソング。
7. THE MAIN LORD
globe featuring MARC名義のシングルのglobeバージョン。
8. DON'T LOOK BACK
21stシングルの1曲目。日本テレビ系ドラマ「ストレートニュース」主題歌。
表記は無いがアルバムバージョン。
9. 楽園の嘘
10. another sad song
11. soft parade
12. on the way to YOU
ストリングスアレンジ：Randy Waldman
globe featuring KEIKO名義のシングルのglobeバージョン。

## クレジット

### レコーディングメンバー
全曲
- 小室哲哉 : Keyboards & Synthesizers

曲毎

outernet
- Guitars : 松尾和博
- Mixed : Eddie Delena

garden
- Guitars : 松尾和博
- Mixed : Eddie Delena

angel's song
- Mixed : Eddie Delena

Throwin' down in the double 0
- Mixed : 小室哲哉

like a prayer
- Mixed : 小室哲哉

とにかく無性に…
- Guitars : 木村建
- Mixed : Mike Butler

THE MAIN LORD
- Keyboards & Synthesizers : 久保こーじ
- Guitars : 松尾和博
- Bass : 住吉中
- Drums : 中野周一
- Mixed : Eddie Delena

DON'T LOOK BACK
- Guitars : 葛城哲哉
- Mixed : Mike Butler

楽園の嘘
- Guitars : 葉山たけし
- All Instruments : 葉山たけし
- Mixed : Eddie Delena

another sad song
- Guitars : 松尾和博, 葉山たけし
- Bass : 松尾和博
- Blues Harp : MARC
- Mixed : Eddie Delena

soft parade
- Guitars : 葉山たけし
- All Instruments : 葉山たけし
- Mixed : Mike Butler

on the way to YOU
- Keyboards & Synthesizers : 久保こーじ
- Guitars : 松尾和博
- Bass : 住吉中
- Drums : 中野周一
- Backing Vocals : 河合夕子
- Mixed : Eddie Delena

### スタッフ
- Produced: 小室哲哉, globe
- Co-Produced: ROJAM.COM
- Mastered : 前田康二
- Recorded : 若公俊広, Mike Butler, 松谷秀次, Troy Gonzalez & Woody Woodruff, 佐竹央行
- Synthesizer Programming : 村上章久, 松本零士, 岩佐俊秀, 溝口和彦
- A&R Chief : 柳和実
- A&R : 佐々木淳
- Art Direction, Design : THROUGH.
- Public relations : 下川大介, ほしのしげのぶ
- Production supported : 千葉龍平, 柴田康夫, おおきけんと
- General Produced : 林真司, 大下勝朗
- Executive Produced : 松浦勝人